# Hydrosalpinx sericea
Hydrosalpinx sericea är en nattsländeart som beskrevs av Barnard 1934. Hydrosalpinx sericea ingår i släktet Hydrosalpinx och familjen Hydrosalpingidae. Inga underarter finns listade i Catalogue of Life.